# Delia parcepilosa
Delia parcepilosa este o specie de muște din genul Delia, familia Anthomyiidae. A fost descrisă pentru prima dată de Villeneuve în anul 1908. Conform Catalogue of Life specia Delia parcepilosa nu are subspecii cunoscute.